# Кредитни ризик
Кредитни ризик је могућност губитка потраживања код зајмодавца због ризика неиспуњења дуга који може настати због тога што зајмопримац не изврши потребна плаћања.  У првом случају, ризик је ризик зајмодавца и укључује изгубљену главницу и камату, поремећај токова готовине и повећане трошкове наплате . Губитак може бити потпун или делимичан. На ефикасном тржишту, виши нивои кредитног ризика биће повезани са вишим трошковима задуживања. Због тога се мере трошкова позајмљивања, као што су распони приноса, могу користити за закључивање нивоа кредитног ризика на основу процена учесника на тржишту.
Губици могу настати у бројним околностима,  на пример:
1. Потрошач можда неће извршити плаћање хипотекарног кредита, кредитне картице, кредитне линије или другог зајма.
2. Компанија није у могућности да отплати дугове са фиксном или променљивом наплатом обезбеђеног имовином .
3. Предузеће или потрошач не плаћа трговинску фактуру у року.
4. Предузеће не исплаћује зарађене плате запосленог када доспе.
5. Издавач пословних или државних обвезница не врши исплату купона или главнице када доспе.
6. Инсолвентно осигуравајуће друштво не плаћа полису.
7. Инсолвентна банка неће вратити средства депоненту.
8. Влада даје заштиту од банкрота несолвентном потрошачу или предузећу.

Да би смањио кредитни ризик зајмодавца, зајмодавац може да изврши проверу кредитне способности потенцијалног зајмопримца, може да захтева од зајмопримца да узме одговарајуће осигурање, као што је хипотекарно осигурање, или да тражи обезбеђење неке имовине зајмопримца или гаранцију од треће стране. Зајмодавац такође може да се осигура од ризика или да прода дуг другој компанији. Генерално, што је већи ризик, то ће бити већа камата коју ће дужник тражити да плати на дуг. Кредитни ризик углавном настаје када зајмопримци нису у могућности или не желе да плате.

## Типови кредитног ризика
Кредитни ризик може бити следећих врста: 
1. Ризик кредитног неизвршења – Ризик губитка који произилази из тога што је мало вероватно да ће дужник у потпуности платити своје кредитне обавезе или да дужник касни више од 90 дана по било којој материјалној кредитној обавези; Ризик неизвршења обавеза може утицати на све кредитно осетљиве трансакције, укључујући зајмове, хартије од вредности и деривате .
2. Ризик концентрације – Ризик повезан са било којом појединачном изложеношћу или групом изложености са потенцијалом да произведе довољно велике губитке да угрози основно пословање банке. Може настати у облику концентрације са једним именом или концентрације у индустрији.
3. Ризик земље – Ризик губитка који произилази из тога што суверена држава замрзне плаћања у страној валути (ризик трансфера/конверзије) или када не изврши своје обавезе ( државни ризик ); ова врста ризика је изразито повезана са макроекономским учинком земље и њеном политичком стабилношћу.

## Процјена кредитног ризика
За анализу и управљање ризиком користе се значајни ресурси и софистицирани програми.  Неке компаније воде одељење за кредитни ризик чији је посао да процени финансијско здравље својих клијената и да одобри кредит (или не) у складу са тим. Они могу користити интерне програме за саветовање о избегавању, смањењу и преношењу ризика. Такође користе обавештајне податке треће стране. Национално признате организације за статистички рејтинг пружају такве информације уз накнаду.
За велике компаније са корпоративним обвезницама којима се ликвидно тргује или Кредитним заменама, распони приноса на обвезнице и спредови замене кредитних обавеза указују на процену кредитног ризика учесника на тржишту и могу се користити као референтна тачка за цене кредита или покренути позиве за колатерал.
Већина зајмодаваца користи своје моделе ( кредитне картице) да рангирају потенцијалне и постојеће клијенте према ризику, а затим примењују одговарајуће стратегије.  Код производа као што су необезбеђени лични кредити или хипотеке, зајмодавци наплаћују вишу цену за клијенте са већим ризиком и обрнуто.   Код револвинг производа као што су кредитне картице и прекорачења, ризик се контролише кроз постављање кредитних лимита. Неки производи такође захтевају колатерал, обично средство које се даје у залог да обезбеди отплату кредита.
Модели кредитног бодовања такође чине део оквира који користе банке или кредитне институције за одобравање кредита клијентима.  За корпоративне и комерцијалне зајмопримце, ови модели генерално имају квалитативне и квантитативне одељке који оцртавају различите аспекте ризика, укључујући, али не ограничавајући се на, оперативно искуство, стручност у управљању, квалитет средстава и коефицијенте полуге и ликвидности. Када кредитни службеници и кредитни одбори у потпуности прегледају ове информације, зајмодавац обезбеђује средства у складу са одредбама и условима наведеним у уговору (као што је горе наведено).  

## Државни ризик
Државни кредитни ризик је ризик да држава неће или неће моћи да испуни своје кредитне обавезе, или да одустане од кредита за које гарантује. Многе земље су се суочиле са сувереним ризиком у глобалној рецесији касних 2000-их. Постојање таквог ризика значи да повериоци треба да донесу двостепени процес одлучивања када одлучују да позајмљују фирму са седиштем у страној земљи. Прво треба размотрити квалитет сувереног ризика земље, а затим размотрити кредитни квалитет фирме. 
Пет макроекономских варијабли које утичу на вероватноћу репрограмирања државног дуга су: 
1. Коефицијент сервисирања дуга
2. Однос увоза
3. Коефицијент улагања
4. Варијанца прихода од извоза
5. Раст домаће новчане масе

Вероватноћа репрограмирања је растућа функција коефицијента сервисирања дуга, односа увоза, варијансе извозних прихода и раста домаће новчане масе. Вероватноћа репрограмирања је опадајућа функција коефицијента инвестиција због будућег повећања економске продуктивности. Вероватноћа репрограмирања дуга може да се повећа ако се коефицијент улагања повећа јер би страна земља могла постати мање зависна од својих спољних кредитора и тако бити мање забринута за добијање кредита од ових земаља/инвеститора. 

## Ризик друге уговорне стране
Ризик друге уговорне стране, такође познат као ризик неиспуњења обавеза или кредитни ризик друге уговорне стране ( ЦЦР ), је ризик да друга страна неће платити обавезу по обвезници, деривату, полиси осигурања или другом уговору.  Финансијске институције или друге уговорне стране у трансакцији могу хеџирати или узети кредитно осигурање или, посебно у контексту деривата, захтевати књижење колатерала. Пребијање ризика друге уговорне стране није увек могуће, нпр. због привремених проблема са ликвидношћу или дугорочних системских разлога.  Даље, ризик друге уговорне стране се повећава због позитивно корелираних фактора ризика; Узимање у обзир ове корелације између фактора ризика портфеља и неизвршења обавеза друге стране у методологији управљања ризиком није тривијално. 
Капитални захтев се овде израчунава коришћењем СА-ЦЦР, стандардизованог приступа за кредитни ризик друге уговорне стране. Овај оквир је заменио оба приступа који нису интерни модел – Метод тренутне изложености (ЦЕМ) и Стандардизовани метод (СМ). То је „методологија осетљива на ризик“, тј. свесна класе средстава и хеџинга, која прави разлику између маржираних и немаргинираних трговина и признаје користи од нетирања ; питања недовољно обрађена у претходним оквирима.

## Ублажавање кредитног ризика
Зајмодавци ублажавају кредитни ризик на више начина, укључујући:
1. Одређивање цена засновано на ризику – Зајмодавци могу наплаћивати вишу каматну стопу зајмопримцима за које је већа вероватноћа да ће извршити неизвршење обавеза, пракса која се зове одређивање цена засновано на ризику. Зајмодавци узимају у обзир факторе који се односе на зајам као што су намена кредита, кредитни рејтинг и однос кредита и вредности и процењују ефекат на принос ( кредитни распон ).
2. Уговори – Зајмодавци могу написати одредбе о зајмопримцу, које се називају уговори, у уговоре о зајму, као што су: [18]

Периодично извештавати о свом финансијском стању,
Уздржавати се од плаћања дивиденди, откупа акција, даљег задуживања или других специфичних, добровољних радњи које негативно утичу на финансијски положај компаније, и отплатите зајам у целости, на захтев зајмодавца, у одређеним случајевима, као што су промене у односу дуга према сопственом капиталу зајмопримца или коефицијента покрића камате .
1. Осигурање кредита и кредитни деривати – Зајмодавци и власници обвезница могу заштитити свој кредитни ризик куповином кредитног осигурања или кредитних деривата. Ови уговори преносе ризик са зајмодавца на продавца (осигуравача) у замену за плаћање. Најчешћи кредитни дериват је кредитна замена .
2. Пооштравање – Зајмодавци могу смањити кредитни ризик смањењем износа одобреног кредита, било у целини или одређеним зајмопримцима. На пример, дистрибутер који продаје своје производе продавцу у проблемима може покушати да смањи кредитни ризик смањењем услова плаћања са нето 30 на нето 15 .

5. Диверзификација – Зајмодавци малом броју зајмопримаца (или врста зајмопримаца) суочавају се са високим степеном несистематског кредитног ризика, који се назива ризик концентрације .  Зајмодавци смањују овај ризик диверзификацијом групе зајмопримаца.
1. Осигурање депозита – Владе могу успоставити осигурање депозита да гарантују банкарске депозите у случају несолвентности и да подстакну потрошаче да своју штедњу држе у банкарском систему уместо у готовини.